# Megaphragma mymaripenne
Espèce
Synonymes
- Megaphragma mymaripennis Timberlake, 1924

Morphologie interne de Megaphragma mymaripenne

Megaphragma mymaripenne est une guêpe parasitoïde microscopique de la super-famille des Chalcidoidea. Mesurant 200 μm de long, c'est le troisième plus petit insecte connu, comparable en taille à un organisme unicellulaire tel que l'amibe Amoeba proteus. Cette guêpe a un système nerveux très réduit, composé de seulement 7 400 neurones, plusieurs ordres de magnitude inférieur à ce qui se rencontre chez les insectes plus grands. C'est le plus petit nombre de neurones observé parmi tous les insectes et animaux volants. L'espérance de vie de cette guêpe à l'âge adulte est de cinq jours.

## Taxonomie
En janvier 1920, des spécimens d'un insecte inconnu furent prélevés à Hawaï associés à des œufs de thrips qu'ils semblaient parasiter. Les insectes furent décrits comme une nouvelle espèce et genre, Megaphragma mymaripenne, en 1924 par Philip Hunter Timberlake (en). Des spécimens de M. mymaripenne furent redécouverts en mars 1927, toujours en compagnie de thrips, sur la feuille d'un Croton. En mai 1930 des pupes furent trouvées à l'intérieur d’œufs de thrips. Le genre semblait alors ne pas être natif d’Hawaï.

## Biologie

### Système nerveux
D'un point de vue général, le système nerveux est un des principaux facteurs limitant le rétrécissement de la taille d'un organisme. Celui de M. mymaripenne représente 6 % de sa masse ; le cerveau lui-même représentant 2,9 %. En effet, des 7 400 neurones de la guêpe, 4 600 sont dans le cerveau. Chez d'autres espèces, une partie des neurones se situe également dans le thorax, voire dans l'abdomen ; ce qui n'est pas le cas des guêpes car elle se doivent de conserver la flexibilité de leur tête.
De manière unique, 95 % des cellules nerveuses de M. mymaripenne perdent leur noyau lors du passage au stade d'imago. Il y a seulement entre 339 et 372 noyaux dans le système nerveux central dont 179 à 253 se situent dans le cerveau. Le système nerveux des pupes fait 19 % de leur masse, 11 % correspondant au cerveau et leurs cellules ont des noyaux. C'est seulement à la dernière étape de leur développement qu'a lieu la lyse qui réduit grandement le volume du système nerveux. Alors que le cerveau des pupes fait 93 600 μm3, celui des adultes fait seulement 52 200 μm3. Accompagnant la diminution du volume du cerveau, la partie occipitale de la tête rétrécit avec la cuticule se pliant en spirales hélicoïdales.

### Guêpe parasitoïde
Malgré leur système nerveux réduit, les guêpes adultes peuvent voler, se nourrir et localiser leurs hôtes afin d'y pondre leurs œufs. Il s'agit d'une guêpe parasitoïde,.
Les insectes parasités par M. mymaripenne sont des thrips, dont Heliothrips haemorrhoidalis (en), Selenothrips rubrocinctus, et certaines espèces de Leucothrips (sv) et de Microthrips. Heliothrips haemorrhoidalis est un parasite des cultures d'avocatier, de Citrus et de nombreuses plantes ornementales ; à ce titre, M. mymaripenne pourrait devenir un agent biologique de régulation permettant de limiter l'impact agricole de ce thrips.

## Distribution
Megaphragma mymaripenne est présente dans de nombreux endroits du globe dont l'Argentine, le Chili, la Guadeloupe (France), Haïti, Hawaï, la Sicile (Italie), la Californie et la Louisiane (USA).